# 大塚寧々
大塚 寧々（おおつか ねね、1968年〈昭和43年〉6月14日 - ）は、日本の女優。東京都出身。アストラル所属。夫は俳優の田辺誠一。
日本大学芸術学部写真学科卒業。写真家としての一面も持つ。

## 来歴
1988年に『週刊朝日』の女子大生シリーズで表紙を飾ったのを機にモデルデビュー。翌1989年にはカネボウキャンペーンガールに選ばれ、写真の道に進むか3年ほど悩んだ末に、1992年のドラマ『君のためにできること』で役者としての活動を始める。1993年の『スキャンダル』で連続ドラマ初主演、1994年の『欽ちゃんのシネマジャック』の一編である主演映画『やさしい嵐』で映画デビューも果たす。
以来、コンスタントに映画、ドラマ、CMに出演し、透明感と包容力のある演技派女優として活躍。1996年には靴メーカー“ホーキンス”の広告でセミヌードを披露し、手ブラのポーズはグラドル間で流行を呼び、グラビア界に影響を与えたという。
1998年には三代目魚武濱田成夫と結婚し、男児をもうけるが2001年に離婚。2002年、俳優の田辺誠一と再婚した。
2002年、映画『笑う蛙』の演技により、第57回毎日映画コンクール主演女優賞と第24回ヨコハマ映画祭助演女優賞を受賞。

## 人物

### 趣味・特技
写真のほか旅行、絵画、陶芸、書道。息継ぎが苦手なため泳ぎはあまり得意ではないが、夏頃はシュノーケリングに行っている。本人は、「シュノーケリング時は、ライフガードを付けているため大丈夫」とのこと。
2015年頃に香港に家族旅行した際、母親が太極拳教室に参加したことがきっかけで自身も興味を持ち、帰国後から地元の教室で母と2人で習い始めた。
料理好きで、健康のためにショウガ、ニンニク、ネギなどを使った料理を作ることが多い。また2020年頃から庭でちょっとした野菜やハーブを育てている。
寝る前に本を読む習慣があり、2021年10月頃は畠山健二の『本所おけら長屋』にハマった。

### 家族
両親は関西人だが、子供の頃から雑煮は関東風だったという。
現在は、「モチ」と名付けたトイプードルを飼っている。

### エピソード
一人っ子である。
学生時代にフィギュアスケート部に所属していた。

## 出演

### テレビドラマ
| タイトル                                                              | 放映日                        | 役名                  | 制作局             | 備考                        |
| --------------------------------------------------------------------- | ----------------------------- | --------------------- | ------------------ | --------------------------- |
| 君のためにできること                                                  | 1992年7月 - 9月               | 木田ゆか              | フジテレビ         | 女優デビュー作              |
| 綺麗になりたい                                                        | 1992年10月 - 12月             | 原田優美              | 読売テレビ         |                             |
| いつか好きだと言って                                                  | 1993年1月 - 3月               | 本橋聖子              | TBS                |                             |
| スキャンダル                                                          | 1993年6月 - 8月               | 葉山珱子              | フジテレビ         | 主演                        |
| ドラマ新銀河 つばさ                                                   | 1994年2月 - 3月               | 日高千恵              | NHK名古屋放送局    |                             |
| 君に伝えたい                                                          | 1994年6月5日                  | 麻莉                  | TBS                | 第10話ゲスト                |
| おれはO型・牡羊座                                                     | 1994年10月 - 12月             | 山田恵利佳            | 日本テレビ         |                             |
| 私、味方です                                                          | 1995年2月23日                 | みゆき                | TBS                | 第7話ゲスト                 |
| いつかまた逢える                                                      | 1995年7月 - 9月               | 今中純子              | フジテレビ         |                             |
| 裸の大将 第76話「清が行った竜宮城」                                   | 1995年11月26日                | 吉川もみじ            | 関西テレビ         | マドンナ役                  |
| 愛とは決して後悔しないこと                                            | 1996年1月 - 3月               | 太田香代              | TBS                |                             |
| 世にも奇妙な物語 秋の特別編 「壁の小説」                              | 1996年10月2日                 | 三神有紀              | フジテレビ         | 主演                        |
| NHK大河ドラマ 毛利元就                                                | 1997年1月 - 12月              | 寿の方                | NHK                |                             |
| サイコメトラーEIJI                                                    | 1997年1月 - 3月               | 志摩亮子              | 日本テレビ         |                             |
| 踊る大捜査線 秋の犯罪撲滅スペシャル                                   | 1998年10月6日                 | 相良純子              | フジテレビ         |                             |
| 隣人は秘かに笑う                                                      | 1999年10月 - 12月             | 香苗                  | 日本テレビ         |                             |
| こいまち 「秋田阿仁町失恋ツアー ぶなの森に抱かれて」                  | 1999年2月23日                 | 天野玲美              | 関西テレビ         | 主演                        |
| ショムニ 新春スペシャル                                               | 2000年1月2日                  | 浅見玲                | フジテレビ         |                             |
| YASHA-夜叉-                                                           | 2000年4月 - 6月               | 有末比佐子            | テレビ朝日         |                             |
| 寺内貫太郎一家2000スペシャル                                          | 2000年9月22日                 | 寺内静江              | TBS                |                             |
| ストレートニュース                                                    | 2000年10月 - 12月             | 村岡凛                | 日本テレビ         |                             |
| HERO                                                                  | 2001年1月 - 3月               | 中村美鈴              | フジテレビ         |                             |
| 泥棒家族                                                              | 2001年4月11日･18日            | 元婦警の泥棒          | 日本テレビ         |                             |
| 天国への階段                                                          | 2002年4月 - 6月               | 柏木奈緒子            | 読売テレビ         |                             |
| 私立探偵 濱マイク                                                     | 2002年8月5日                  |                       | 読売テレビ         | 第6話ゲスト                 |
| マイリトルシェフ                                                      | 2002年8月28日                 | 青木藤子              | TBS                | 第8話ゲスト                 |
| 探偵家族                                                              | 2002年9月14日                 | 氷河美津子            | 日本テレビ         | 第9話ゲスト                 |
| 逮捕しちゃうぞ                                                        | 2002年11月21日                |                       | テレビ朝日         | 第6話ゲスト                 |
| サイコドクター                                                        | 2002年12月4日                 | 杉田晴香              | 日本テレビ         | 第9話ゲスト                 |
| メッセージ〜言葉が裏切っていく〜                                      | 2003年1月13日                 |                       | 読売テレビ         | 第1話ゲスト                 |
| 世にも奇妙な物語 春の特別編 「超税金対策殺人事件」                    | 2003年3月24日                 | 樋口の妻              | フジテレビ         |                             |
| Dr.コトー診療所                                                       | 2003年7月 - 9月               | 西山茉莉子            | フジテレビ         |                             |
| ニコニコ日記                                                          | 2003年8月 - 10月              | 紫野美冬 （小箱美子） | NHK総合            |                             |
| スペシャルドラマ 六月のさくら                                         | 2004年8月28日                 | 舘崎みづき            | 北海道テレビ放送   | 主演                        |
| 初恋.com                                                              | 2003年12月22日 - 25日         | 川瀬                  | 日本テレビ         |                             |
| ミステリー民俗学者 八雲樹                                             | 2004年12月3日・10日           | 近衛知夏              | テレビ朝日         | 第8･9話ゲスト               |
| Dr.コトー診療所2004                                                   | 2004年11月12日･13日           | 西山茉莉子            | フジテレビ         |                             |
| 徳川綱吉 イヌと呼ばれた男                                             | 2004年12月28日                | りく                  | フジテレビ         |                             |
| 負け犬の遠吠え                                                        | 2005年1月8日                  | 北島環                | 日本テレビ         |                             |
| anego[アネゴ]                                                         | 2005年6月15日                 | 河田沙知子            | 日本テレビ         | 第9話ゲスト                 |
| 刑事部屋〜六本木おかしな捜査班〜                                      | 2005年7月 - 9月               | 姫野百合子            | テレビ朝日         |                             |
| 恋の時間                                                              | 2005年10月 - 12月             | 早川香里              | TBS                |                             |
| 時代屋の女房                                                          | 2006年2月14日                 | 真弓                  | 日本テレビ         |                             |
| キッチン・ウォーズ                                                    | 2006年2月25日                 | 横山美智              | フジテレビ         |                             |
| クロサギ                                                              | 2006年6月2日                  | 星谷澄子              | TBS                | 第8話ゲスト                 |
| HERO 特別編                                                           | 2006年7月3日                  | 中村美鈴              | フジテレビ         |                             |
| Dr.コトー診療所2006                                                   | 2006年10月 - 12月             | 西山茉莉子            | フジテレビ         |                             |
| 東京タワー 〜オカンとボクと、時々、オトン〜                           | 2006年11月18日                | 藤本法子              | フジテレビ         |                             |
| 相棒 Season 5                                                         | 2007年1月1日                  | 辰巳楓                | テレビ朝日         | 第11話ゲスト                |
| 今週、妻が浮気します                                                  | 2007年2月13日・20日           | 春木薫                | フジテレビ         | 第5・6話ゲスト              |
| 壊れた脳 生存する知                                                   | 2007年1月19日                 | 山田規畝子            | フジテレビ         |                             |
| さいはての向日葵                                                      | 2007年9月16日                 | 手島陽子              | 北海道放送         |                             |
| 医龍 -Team Medical Dragon-2                                           | 2007年10月 - 12月             | 小高七海              | フジテレビ         | 第2話より                   |
| 鹿男あをによし                                                        | 2008年1月17日・3月20日        | 卑弥呼                | フジテレビ         | 第1話・第10話（最終回）     |
| 裸の大将〜宮崎の鬼が笑うので〜                                        | 2008年5月24日                 | マドンナ役            | フジテレビ         | 20世紀版に続くマドンナ役    |
| Around40〜注文の多いオンナたち〜                                      | 2008年4月 - 6月               | 森村奈央              | TBS                |                             |
| ゴンゾウ 伝説の刑事                                                   | 2008年7月 - 9月               | 松尾理沙              | テレビ朝日         |                             |
| 越境捜査                                                              | 2008年9月11日                 | 韮沢千佳子            | テレビ朝日         |                             |
| シリウスの道                                                          | 2008年9月14日                 | 半沢明子              | WOWOW              |                             |
| あんみつ姫2                                                           | 2009年1月11日                 | 胡桃姫                | フジテレビ         |                             |
| 月曜ゴールデン 裁判員制度ドラマ 家族〜あなたに死刑が宣告出来ますか?〜 | 2009年5月18日                 | 谷口みな子            | TBS                | 主演                        |
| 東京DOGS                                                              | 2009年10月 - 12月             | 舞島ミサ              | フジテレビ         |                             |
| 新春スペシャルドラマ 最後の約束                                       | 2010年1月9日                  | 轟冬子                | フジテレビ         |                             |
| タンブリング                                                          | 2010年4月 - 6月               | 東奈都子              | TBS                |                             |
| 土曜ワイド劇場 人類学者・岬久美子の殺人鑑定                           | 2010年9月4日                  | 岬久美子              | テレビ朝日         | 主演                        |
| ホンボシ〜心理特捜事件簿〜                                            | 2011年1月 - 3月               | 友枝凛子              | テレビ朝日         |                             |
| 名探偵コナン 工藤新一への挑戦状〜怪鳥伝説の謎〜                       | 2011年4月15日                 | 妃英理                | 読売テレビ         |                             |
| 名探偵コナン 工藤新一への挑戦状                                       | 2011年7月 - 9月               | 妃英理                | 読売テレビ         |                             |
| 土曜ワイド劇場 人類学者・岬久美子の殺人鑑定2                          | 2011年8月6日                  | 岬久美子              | テレビ朝日         | 主演                        |
| 家族のうた                                                            | 2012年4月 - 6月               | 水島朝子              | フジテレビ         |                             |
| 悪女たちのメス episode2                                               | 2012年12月21日                | 白石由紀              | フジテレビ         |                             |
| メイドインジャパン                                                    | 2013年1月 - 2月               | 矢作美保子            | NHK総合            |                             |
| 土曜ワイド劇場 人類学者・岬久美子の殺人鑑定3                          | 2013年3月2日                  | 岬久美子              | テレビ朝日         | 主演                        |
| ラスト♡シンデレラ                                                     | 2013年4月 - 6月               | 武内美樹              | フジテレビ         |                             |
| ご縁ハンター                                                          | 2013年4月                     | 清田悦子              | NHK総合            |                             |
| 土曜ワイド劇場 人類学者・岬久美子の殺人鑑定4                          | 2013年9月21日                 | 岬久美子              | テレビ朝日         | 主演                        |
| 明日、ママがいない                                                    | 2014年1月 - 3月               | 川島美鈴              | 日本テレビ         |                             |
| 金曜プレステージ 事件屋稼業2                                          | 2014年1月31日                 | 芹沢利佳子            | フジテレビ         |                             |
| HERO                                                                  | 2014年8月4日                  | 中村美鈴              | フジテレビ         | 第4話                       |
| 土曜ワイド劇場 人類学者・岬久美子の殺人鑑定5                          | 2014年11月8日                 | 岬久美子              | テレビ朝日         | 主演                        |
| 残念な夫。                                                            | 2015年1月 - 3月               | 細井美和子            | フジテレビ         |                             |
| 怪盗 山猫                                                             | 2016年1月 - 3月               | 宝生里佳子            | 日本テレビ         |                             |
| 東京センチメンタル                                                    | 2016年1月 - 4月               | 玲子                  | テレビ東京         |                             |
| 水曜ミステリー9 警視庁さくらポリス〜最強の姉妹捜査官〜                | 2016年5月18日                 | 山田小梅              | テレビ東京         | 主演                        |
| 土曜ワイド劇場 人類学者・岬久美子の殺人鑑定6                          | 2016年6月11日                 | 岬久美子              | テレビ朝日         | 主演                        |
| 舞え!KAGURA姫                                                         | 2016年11月30日                | 児玉美土里            | NHK BSプレミアム   |                             |
| カインとアベル                                                        | 2016年10月 - 12月             | 広瀬早希              | フジテレビ         |                             |
| 母になる                                                              | 2017年5月24日・31日           | 上牧愛美              | 日本テレビ         | 第7・8話                    |
| 日曜ワイド 人類学者・岬久美子の殺人鑑定7                              | 2017年6月25日                 | 岬久美子              | テレビ朝日         | 主演                        |
| ウツボカズラの夢                                                      | 2017年8月 - 9月               | 鹿島田尚子            | 東海テレビ         |                             |
| 最上の命医2017                                                        | 2017年8月23日                 | 萩尾一路              | テレビ東京         |                             |
| BG〜身辺警護人〜                                                      | 2018年1月25日                 | 行永亜佐美            | テレビ朝日         | 第2話ゲスト                 |
| おっさんずラブ                                                        | 2018年4月 - 6月               | 黒澤蝶子              | テレビ朝日         |                             |
| 天才バカボン3                                                         | 2018年5月4日                  | 純子                  | 日本テレビ         |                             |
| ダイアリー                                                            | 2018年9月                     | 高野千夏              | NHK                |                             |
| おかえり〜とこわかの町・伊勢〜                                        | 2020年1月2日                  | 西川しのぶ            | 東海テレビ         |                             |
| チバケンのマツモトさん。                                              | 2021年5月1日                  | 松本寿子              | チバテレビ         | [ 17 ]                      |
| 嫌われ監察官 音無一六                                                 | 2022年5月20日                 | 京山夏月              | テレビ東京         | 第3話ゲスト                 |
| A2Z                                                                   | 2023年2月3日                  | 時田仁子              | Amazon Prime Video | 配信ドラマ                  |
| ソロ活女子のススメ3                                                   | 2023年4月6日                  | ソロ活女子            | テレビ東京         | 第1話ゲスト                 |
| あなたがしてくれなくても                                              | 2023年4月13日 - 6月22日       | 新名幸恵              | フジテレビ         |                             |
| おっさんずラブ -リターンズ-                                           | 2024年1月5日 - 3月1日         | 黒澤蝶子              | テレビ朝日         |                             |
| 科捜研の女 season24                                                   | 2024年7月3日                  | 大月裕子              | テレビ朝日         | 第1話ゲスト                 |
| D&D〜医者と刑事の捜査線〜                                             | 2024年10月18日 - 11月29日     | 譜久村聖子            | テレビ東京         |                             |
| 誰かがこの町で                                                        | 2024年12月8日 - 29日          | 木本千春              | WOWOW              |                             |
| 相続探偵                                                              | 2025年2月22日・3月15日 - 29日 | 灰江深雪              | 日本テレビ         | 第5話・第8話 - 最終話ゲスト |
| ススキノ・インターン〜マーケ学生ユキナの、スナック立て直し記〜        | 2025年3月22日 - 30日          | ゆかり                | 北海道テレビ放送   |                             |
| 殺した夫が帰ってきました                                              | 2025年7月11日 -               | 松木幸子              | WOWOW              |                             |

### 映画
| タイトル                                   | 公開年月日              | 役名                           | 配給                             |
| ------------------------------------------ | ----------------------- | ------------------------------ | -------------------------------- |
| 欽ちゃんのシネマジャック 「やさしい嵐」    | 1994年9月23日           | 清水洋子                       | 東宝                             |
| 119                                        | 1994年11月5日           | 松本千加                       | 松竹                             |
| トイレの花子さん                           | 1995年7月1日            | 鈴木百合子                     | 松竹                             |
| 走らなあかん 夜明けまで                    | 1996年3月30日           | 橋崎真弓                       | エクセレントフィルム             |
| スワロウテイル                             | 1996年9月14日           | レイコ                         | 日本ヘラルド＝エースピクチャーズ |
| 大いなる完                                 | 1998年12月19日          | キヨ                           | C.I.A                            |
| KOROSHI 殺し                               | 2000年11月4日           | 和子                           | ミュージアム                     |
| 天国から来た男たち                         | 2001年6月16日           | 三島奈美恵                     | 日活                             |
| うつつ                                     | 2002年6月1日            | 池島公美子                     | 日活                             |
| 笑う蛙                                     | 2002年7月6日            | 倉沢涼子                       | メディアボックス                 |
| 歩く、人                                   | 2002年9月7日            | 清水伸子                       | モンキータウンプロダクション     |
| ライフ・イズ・ジャーニー 「LIFE」          | 2003年6月21日           |                                | ツイン                           |
| 問題のない私たち                           | 2004年2月28日           | 松下桃花                       | レジェンドピクチャーズ           |
| 機関車先生                                 | 2004年7月31日           | 室井よし江                     | 日本ヘラルド                     |
| フリック                                   | 2005年1月22日           | 石井伸子                       | ケイエスエス                     |
| female フィーメイル 「女神のかかと」       | 2005年5月14日           | 森島梗子                       | 東芝エンタテイメント             |
| 狼少女                                     | 2005年12月3日           | 大田未沙                       | バサラ・ピクチャーズ             |
| 燃ゆるとき THE EXCELLENT COMPANY           | 2006年2月11日           | 川森隆子                       | 東映                             |
| LIMIT OF LOVE 海猿                         | 2006年5月6日            | 本間恵                         | 東宝                             |
| バッシング                                 | 2006年6月3日            | 高井典子                       | バイオタイド                     |
| 13の月                                     | 2006年9月30日           | 村沢唯子                       | シェア                           |
| アヒルと鴨のコインロッカー                 | 2007年6月23日           | 麗子                           | ザナドゥー                       |
| HERO                                       | 2007年9月8日            | 中村美                         | 東宝                             |
| ポストマン                                 | 2008年3月22日           | 海江田泉                       | ザナドゥー                       |
| 休暇                                       | 2008年6月7日            | 平井芳子                       | リトルバード                     |
| ドモ又の死                                 | 2008年6月14日           | 九頭龍                         | NEGA2007                         |
| アマルフィ 女神の報酬                      | 2009年7月18日           | 羽場良美                       | 東宝                             |
| 奇跡                                       | 2011年6月11日           | 大迫のぞみ（航一・龍之介の母） | ギャガ                           |
| みなさん、さようなら                       | 2013年1月26日           | 渡会日奈                       | ファントム・フィルム             |
| すべては君に逢えたから                     | 2013年11月22日          | 宮崎沙織                       | ワーナー・ブラザース映画         |
| 心が叫びたがってるんだ。                   | 2017年7月22日           | 成瀬泉                         | アニプレックス                   |
| 劇場版 おっさんずラブ 〜LOVE or DEAD〜     | 2019年8月23日           | 黒澤蝶子                       | 東宝                             |
| 恐竜超伝説 劇場版ダーウィンが来た!         | 2020年2月21日           | ナレーション                   | ユナイテッド・シネマ             |
| Daughters                                  | 2020年9月18日           | 永井 香                        | イオンエンターテイメント         |
| ジオラマボーイ パノラマガール              | 2020年11月6日           | 渋谷フユミ                     | イオンエンターテイメント 、boid  |
| 水上のフライト                             | 2020年11月13日          | 藤堂郁子                       | KADOKAWA                         |
| モルエラニの霧の中                         | 2021年2月6日            | 武藤映子                       | ティー・アーティスト             |
| Dr.コトー診療所                            | 2022年12月16日          | 西山茉莉子                     | 東宝                             |
| 余命一年の僕が、余命半年の君と出会った話。 | 2024年6月27日           | 早坂慈美                       | Netflix                          |
| KYロック                                   | 2024年11月16日          | 智絵里 / チェリー              | Donuts Film                      |
| ソーゾク                                   | 2025年10月17日 公開予定 | 佐藤礼子                       | ベストブレーン                   |
| 君の顔では泣けない                         | 2025年11月14日公開予定  | 水村渚                         | ハピネットファントム・スタジオ   |

### バラエティ番組
- ソリトン 金の斧銀の斧（1994年10月 - 1995年3月、NHK教育） - 司会
- 平成教育委員会（1994年、フジテレビ） - 準レギュラー
- とんねるずのみなさんのおかげです（フジテレビ） - コーナーレギュラー
  - 「石橋家の人々」（1993年7月 - 1994年3月）
- 雲と波と少年と（日本テレビ） - ナビゲーター
  - 「人生を変えた風景見に来ました」（2003年1月 - 2月）

### ドキュメンタリー番組
- アジア熱風街道 横断!東西回廊1500キロの旅（2010年7月19日、RKB毎日放送） - リポーター、フォトグラファー
- Comfortable Time 〜素敵なひととき〜（毎日放送） - ナレーション
- エコだね 〜未来の子どもたちへ〜（2008年1月 - 3月、TBS） - ナレーション
- 世界の名画 〜華麗なる巨匠たち〜（BS朝日） - ナレーション
- アーティストたちの挑戦 黒田征太郎　元気〜台湾大地震から一年〜（2000年10月24日、NHK BS hi） - ナレーション
- 発見!人間力（テレビ朝日） - ナレーション
  - 其の78「笑顔のむこう 〜山里フリースクールの"母ちゃん"記〜」（2010年1月9日）
- 野坂昭如戦争童話集 忘れてはイケナイ物語り（NHK BS2） - ナレーション
  - 小さい潜水艦に恋をしたでかすぎるクジラの話（1996年8月12日）
- アジア熱風街道〜大塚寧々とアンダマン海の子どもたち〜（2012年7月16日、RKB毎日放送）
- 大塚寧々が巡る“白衣の天使”ナイチンゲールの生涯!トルコ-イギリス紀行 （2013年3月24日、BS-TBS） - ナビゲーター
- コルクを抜く瞬間（とき）（2014年4月5日 - 、日本テレビ） - 案内人
- 大塚寧々 オトナ旅時間2016 琉球と瀬戸内海の離島に魅せられて（2017年1月3日、BS朝日） - ナビゲーター

### 音楽番組
- BSスペシャル スーパーライブ hide LIVE REPLAY〜誕生〜（2000年6月1日、NHK BS2） - ナレーション

### ラジオ
- キリセン金谷と大塚寧々の今夜もシャボン玉（1991年 - 1992年、TBSラジオ）
- 大塚寧々の「ねーねー聞いて」（TOKYO FM）

### CM
- カネボウ
  - テスティモ[38]
  - サラ
  - レヴュー スーパーEパクト
  - UVファンデーション - キャッチコピーは「化粧なおし、しない、しない、ナツ。」
- ローソン「それ行け! ローソン通り物語」
- 日産自動車 ルキノ - 江口洋介と共演
- ホーキンス AIR CUSHION
  - 当時セミヌードのポスターが話題になった[5]。
- P&G
  - 柔軟剤「レノア」 - 犬主婦・なおみ役（声の出演）、YOU・清水ミチコと共演
  - 柔軟剤入り洗剤「ボールド」 - 平岡祐太と共演
- 武田食品工業
  - C1000タケダ
  - ベタープラスタケダ ビタミンサラダ
  - ベタープラスタケダ ビタミンスーパー
- DDIポケット「ポケット電話」（1995年）[39]
- アットローン
- 公共広告機構（現：ACジャパン）「ママヘルプママ。」
- サントリー
  - 「はなうた」（2009年） - 夫である田辺誠一と共演
  - 企業広告「上を向いて歩こう」（2011年）
  - 企業広告「見上げてごらん夜の星を」（2011年）
- ヴァーナル スキンケアセットTh（2002年）
- 白元
  - 植物生まれの防虫剤（2000年） - 松田洋治と共演
  - ミセスロイド 引き出し用（2000年 - 2001年） - オスマン・サンコンと共演
  - ミセスロイドONE 洋服ダンス用（2002年） - オスマン・サンコンと共演
- KIRIN '95春咲き生ビール
- HITACHI
  - 冷蔵庫「野菜中心蔵」
  - 洗濯機「ポケット専科」
  - 掃除機「かるワザ」
  - 食器洗い乾燥機「おおいり 洗っとくわ」
  - 新食感オーブンレンジ「パリッ庫」（1997年）
- 郵政省（現：かんぽ生命保険） 簡易保険（1995年）
- 常盤薬品工業 SAI（1999年 - 2000年）
- DARIYA サロンドプロ エッセンスインカラー（2000年）
- 第一三共ヘルスケア トランシーノ（2011年 - ）
- 江崎グリコ オトナグリコ アーモンドピーク 大人女子会篇（2011年9月 - ）
- ゼンショー「すき家」（好家家ママ役、2011年11月-12年3月、最後の出演は限定されていた春キャベツ牛丼）
- ユニクロ「マイクロフリース」夫である田辺誠一と共演 （2011年12月 - ）
- 三井住友銀行 いくぞ、ミライ「保険」篇（2014年10月 - ）[40]。
- グラクソ・スミスクライン・コンシューマー・ヘルスケア・ジャパン株式会社 シュミテクト
- アートネイチャー レディースアートネイチャー「Beauty Up」『とかいいつつ』篇（2018年8月1日 - ）[41]
- 株式会社Right Here「WrinkFade リンクフェード」『奇跡の52歳、大塚寧々はいつまでも美しく。』篇（2021年6月3日 - ）ブランドイメージキャラクター[42]

- 映画『僕らの世界が交わるまで』予告編（2023年11月 - 1月） - ナレーション（ママ（エヴリン） 役）

## 作品

### 書籍
- 大塚寧々写真集 ルージュの戯れ（井ノ元浩二撮影、1992年、TIS）
- 写真詩集 虎と花（1996年、求龍堂） - 三代目魚武濱田成夫との共著
- あのひとの選んだ10冊（ダ・ヴィンチ編集部編、1997年、リクルート） - インタビュー収録
- ぴあMOOK　HERO OFFICIAL BOOK（2007年、ぴあ） - インタビュー収録

### CD
- ROOMS Vol.2 僕がいない日には（秋元康プロデュース、1995年、ポニーキャニオン） - 朗読

## 受賞歴
- 1995年 第6回ザテレビジョンドラマアカデミー賞 助演女優賞（『いつかまた逢える』）[43]
- 2002年 第57回毎日映画コンクール 女優主演賞（『笑う蛙』『うつつ』『歩く、人』）
- 2002年 第24回ヨコハマ映画祭 助演女優賞（『笑う蛙』『うつつ』）
- 2010年 第21回日本ジュエリーベストドレッサー賞 40代部門